# Опера семісеріа
Опера семісеріа (італ. Opera semiseria — напівсерйозна опера) — жанр опери, який займає проміжне становище між оперою-серіа і оперою-буффа. До опери серіа належать деякі опери А. Скарлатті, Н. Піччіні, Д. Паізієлло, В. Мартин-і-Солера, Д. Россіні та ін. Жанр опери семісеріа надалі не розвивався, хоча його вплив помітний в окремих операх веристів П. Масканьї, Р. Леонкавалло, Дж. Пуччіні.